# Константінос Галанопулос
Константінос «Костас» Галанопулос (грец. Κώστας Γαλανόπουλος, нар. 28 грудня 1997, Афіни) — грецький футболіст, півзахисник молодіжної збірної Греції та клубу АЕК.

## Клубна кар'єра
Вихованець футбольної школи клубу АЕК. Дорослу футбольну кар'єру розпочав 2016 року в основній команді того ж клубу, кольори якої захищає й донині.

## Виступи за збірні
2015 року дебютував у складі юнацької збірної Греції, взяв участь у 9 іграх на юнацькому рівні.
Протягом 2016–0 років залучався до складу молодіжної збірної Греції. На молодіжному рівні зіграв у 8 офіційних матчах, забив 2 голи.

## Статистика виступів

### Статистика клубних виступів
| Сезон             | Команда           | Чемпіонат         | Чемпіонат | Чемпіонат | Національний кубок | Національний кубок | Національний кубок | Континентальні кубки | Континентальні кубки | Континентальні кубки | Інші змагання | Інші змагання | Інші змагання | Усього за | Усього за | Усього за |
| Сезон             | Команда           | Ліга              | Ігор      | Голів     | Ліга               | Ігор               | Голів              | Ліга                 | Ігор                 | Голів                | Ліга          | Ігор          | Голів         | Ігор      | Голів     |           |
| ----------------- | ----------------- | ----------------- | --------- | --------- | ------------------ | ------------------ | ------------------ | -------------------- | -------------------- | -------------------- | ------------- | ------------- | ------------- | --------- | --------- | --------- |
| 2015–16           | АЕК               | СЛ                | 0+1       | 0         | КГ                 | 0                  | 0                  | -                    | -                    | -                    | -             | -             | -             | 1         | 0         |           |
| 2016–17           | АЕК               | СЛ                | 13+5      | 2         | КГ                 | 9                  | 1                  | ЛЄ                   | 1                    | 0                    | -             | -             | -             | 28        | 3         |           |
| 2017–18           | АЕК               | СЛ                | 8         | 0         | КГ                 | 1                  | 0                  | ЛЧ+ЛЄ                | 1+5                  | 0                    | -             | -             | -             | 15        | 0         |           |
| Усього за «АЕК»   | Усього за «АЕК»   | Усього за «АЕК»   | 27        | 2         |                    | 10                 | 1                  |                      | 7                    | 0                    |               | -             | -             | 44        | 3         |           |
| Усього за кар'єру | Усього за кар'єру | Усього за кар'єру | 27        | 2         |                    | 10                 | 1                  |                      | 7                    | 0                    |               | -             | -             | 44        | 3         |           |

## Досягнення
- Чемпіон Греції (2):

АЕК: 2017-18, 2022-23
- Володар Кубка Греції (2):

АЕК: 2015-16, 2022-23